# Crnogorska antifašistička skupština narodnog oslobođenja
Crnogorska antifašistička skupština narodnog oslobođenja (CASNO) je ustanovljena 1944. od crnogorskih žitelja, većma Crnogoraca – partizana, ustrojena i određena kao vrhovno tijelo državne vlasti i državnoga suvereniteta Crne Gore.
Zemaljsko antifašističko vijeće narodnog oslobođenja Crne Gore i Boke (ustanovljeno 15. studenoga 1943.) je na svom trećem zasjedanju 15. srpnja 1944. u Kolašinu preraslo u CASNO. Na tom je zasjedanju donijeta odluka da Crna Gora, kao ravnopravna federalna jedinica, postane dio nove jugoslavenske državne zajednice (DFJ).
Na prvoj skupštini crnogorskih i bokeljskih žitelja, održanoj 8. veljače 1942., a u nazočnosti 65 delegata iz svih krajeva Crne Gore i Boke, izabran je Zemaljski NOO za Crnu Goru i Boku od 22 člana.
Boka je odlukom CASNO-a ušla u sastav Crne Gore.
Predsjednik CASNO-a bio je dr. Niko Miljanić, potpredsjednici Božo Ljumović, Jovan Ćetković i Petar Tomanović, tajnici Veljko Zeković i Vlado Lazarević.
CASNO je imao ukupno 11 odjeljenja: za unutarnje poslove (Božo Ljumović), prosvjetu (pop Jovo Radović), narodno gospodarstvo (Jevto Pavić), narodno zdravlje (dr. Niko Miljanić), gospodarstvenu obnovu (Vlado Lazarević), socijalnu skrb (Savo Čelebić), pravosuđe (Blažo Jovanović), ishranu (Mihailo Grbić), građevine (Petar Tomanović), šume i rude (Andrija Mugoša) i informiranje (Jovan Ćetković).
Ova CASNO-va odjeljenja su predstavljala de facto crnogorsku vladu.
CASNO je 15. travnja 1945. preimenovan u Crnogorsku narodnu skupštinu a 17. travnja 1945. je imenovana i prva Vlada Crne Gore koja je preuzela izvršne ovlasti CASNO-a.